# Embajador

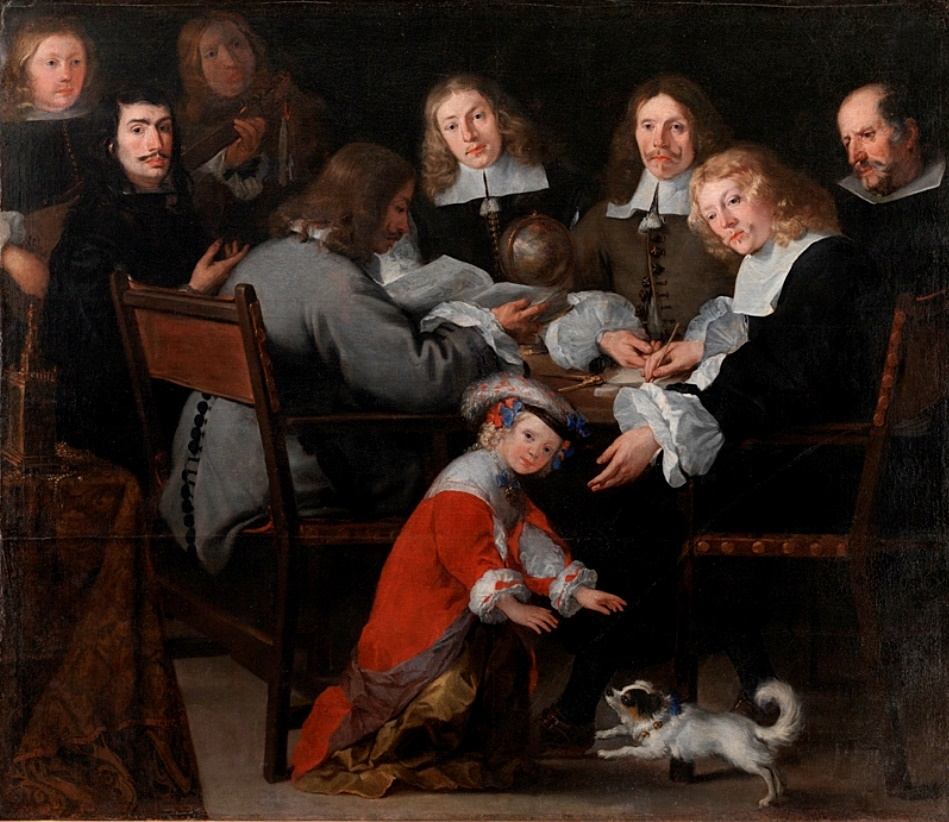
El embajador danés en Madrid, Cornelius Pedersen, y su séquito, de José Antolínez (1662), óleo sobre lienzo, 186,5 x 215,8 cm, Copenhague, Statens Museum for Kunst.

Los Embajadores, obra de Hans Holbein el Joven.

Un embajador es el representante de un determinado país ante otro, o ante una organización internacional. En el lenguaje común, el término se aplica al representante ubicado en la capital de un país extranjero. El país anfitrión donde se acredita una embajada concede al embajador, a las dependencias y algunos semovientes un estatus funcional especial. El estatus especial implica cierta extraterritorialidad sobre la ubicación y dependencias específicas de la llamada embajada, por la que el territorio, personal y vehículos gozan de inmunidad diplomática, conforme a normas internacionales (convenciones).
En el caso de una diplomacia bilateral, el embajador y la embajada atienden los asuntos de interés estatal entre el país representado y ante el país receptor. Dichos asuntos diplomáticos son de índole política, económica, de gestión financiera, comercial, militar, turística, cultural, o cualquier tema de relaciones internacionales, tales como tratados,  intercambio de votaciones para ciertas candidaturas de interés, etc. Cada país tiene su propio embajador.
Si el Estado acreditante tiene una escasa colonia de conciudadanos, a las funciones mencionadas se agregan las de una sección consular dentro de la misma misión diplomática donde se tratan los asuntos y eventuales problemas que los ciudadanos residentes o de paso en el país extranjero, y con nacionalidad del país propio, puedan tener. Velará por la seguridad e integridad de los ciudadanos de su país en el país extranjero y actuará como mensajero entre el gobierno de su país y aquel receptor.
Oficialmente en los países del Occidente a fines del siglo XIX los embajadores tenían un uniforme muy engalanado con bordados pectorales y que recordaba al de un general de ese tiempo, incluyendo a un bicornio (o en francés, que desde el s XVII era el idioma de la diplomacia, un châpeau de bras o casquete o sombrero de brazo) .

## Propósitos
El gobierno extranjero al que se asigna un embajador debe aprobar primero a la persona. En algunos casos, el gobierno extranjero puede revocar su aprobación declarando al diplomático persona non grata, es decir, una persona inaceptable. Este tipo de declaración suele conllevar la retirada del embajador a su país de origen. De acuerdo con el Congreso de Viena de 1815 y la Convención de Viena sobre Relaciones Diplomáticas de 1961, el embajador y el personal de la embajada gozan de inmunidad diplomática y seguridad personal mientras viven en el extranjero.

### Proteger a los ciudadanos
Debido a la llegada de las tecnologías modernas, el mundo actual es un lugar mucho más pequeño en términos relativos. Teniendo esto en cuenta, se considera importante que las naciones del mundo tengan al menos un pequeño personal viviendo en las capitales extranjeras para ayudar a los viajeros y visitantes de su nación de origen. Como oficial del servicio exterior, se espera que un embajador proteja a los ciudadanos de su país de origen en el país anfitrión.

### Apoyo a la prosperidad
Otro resultado del aumento de los viajes al extranjero es el crecimiento del comercio entre naciones. Para la mayoría de los países, la economía nacional es ahora parte de la economía global. Esto significa un aumento de las oportunidades para vender y comerciar con otras naciones. Cuando dos naciones llevan a cabo un comercio, suele ser ventajoso para ambas partes tener un embajador y quizás un pequeño personal viviendo en la otra tierra, donde actúan como intermediarios entre los negocios cooperativos.

### Trabajar por la paz
Uno de los pilares de las misiones diplomáticas en el extranjero es trabajar por la paz. Esta tarea puede convertirse en una lucha contra el terrorismo internacional, el tráfico de drogas, el soborno internacional y la trata de personas. Los embajadores contribuyen a detener estos actos, ayudando a las personas de todo el mundo. Estas actividades son importantes y delicadas y suelen llevarse a cabo en coordinación con el Ministerio de Defensa del Estado (o el Departamento de Defensa en EE. UU.) y el jefe de la nación.
En Argentina, se han creado instituciones y colectivos de voluntarios cuyas acciones están dirigidas a la difusión y aplicación de acciones en pos de la paz entre los seres humanos, aunque no medie alguno de los objetivos anteriormente mencionados. El Centro de Formación e Investigación en Derechos Humanos, presidido por la Dra. Laura Contreras, quien además es fiscal de Paz, entrega cada año, en diferentes regiones, una distinción especial, denominada Eslabón en la Cadena Internacional de Paz, y otra a postulantes a Embajadores de Paz, logrando de este modo articular con referentes identificados con el concepto de trabajar por la paz desde todo espacio posible. Uno de ellos, el Lic. Gustavo A. Biagiotti, también de Argentina, ha logrado, desde 1974, trascender fronteras con sus más de 60 programas y proyectos de alto impacto social, dentro de los cuales la premisa imprescindible para su aplicación es que dentro de las actividades realizadas, se contemple la inclusión de aquellas que estimulan el buen trato, las acciones solidarias, la empatía, el autocontrol y autocuidado, el amor al prójimo, el cuidado de la salud y del ambiente, la educación eco-ética, y la enseñanza del respeto al vecino desde muy temprana edad, teniendo como núcleo de acción central el Programa Vecino Responsable. De esta manera, desde el diálogo sincero, la capacitación adecuada, y actividades muy específicas se logran mejorar notablemente las pautas de sana convivencia y el cambio de hábitos sociales requerido para lograr cada objetivo.

## Surgimiento de la diplomacia moderna

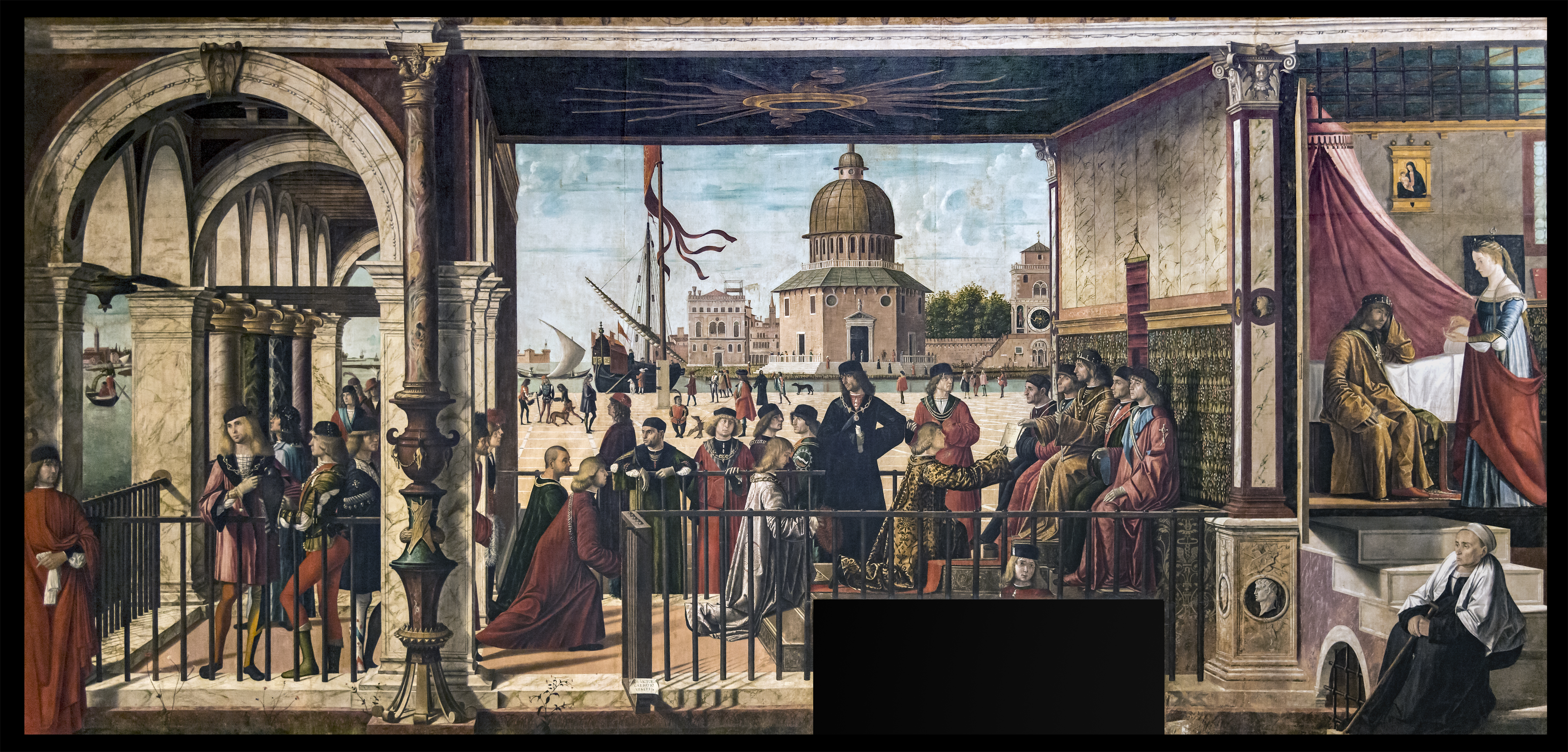
Llegada de los embajadores ingleses de Vittore Carpaccio, pintado entre 1495 y 1500 -aunque aparentemente forma parte de una serie de pinturas sobre la vida de Santa Úrsula, en realidad representa el desarrollo de las prácticas diplomáticas de la República de Venecia en la época del pintor.

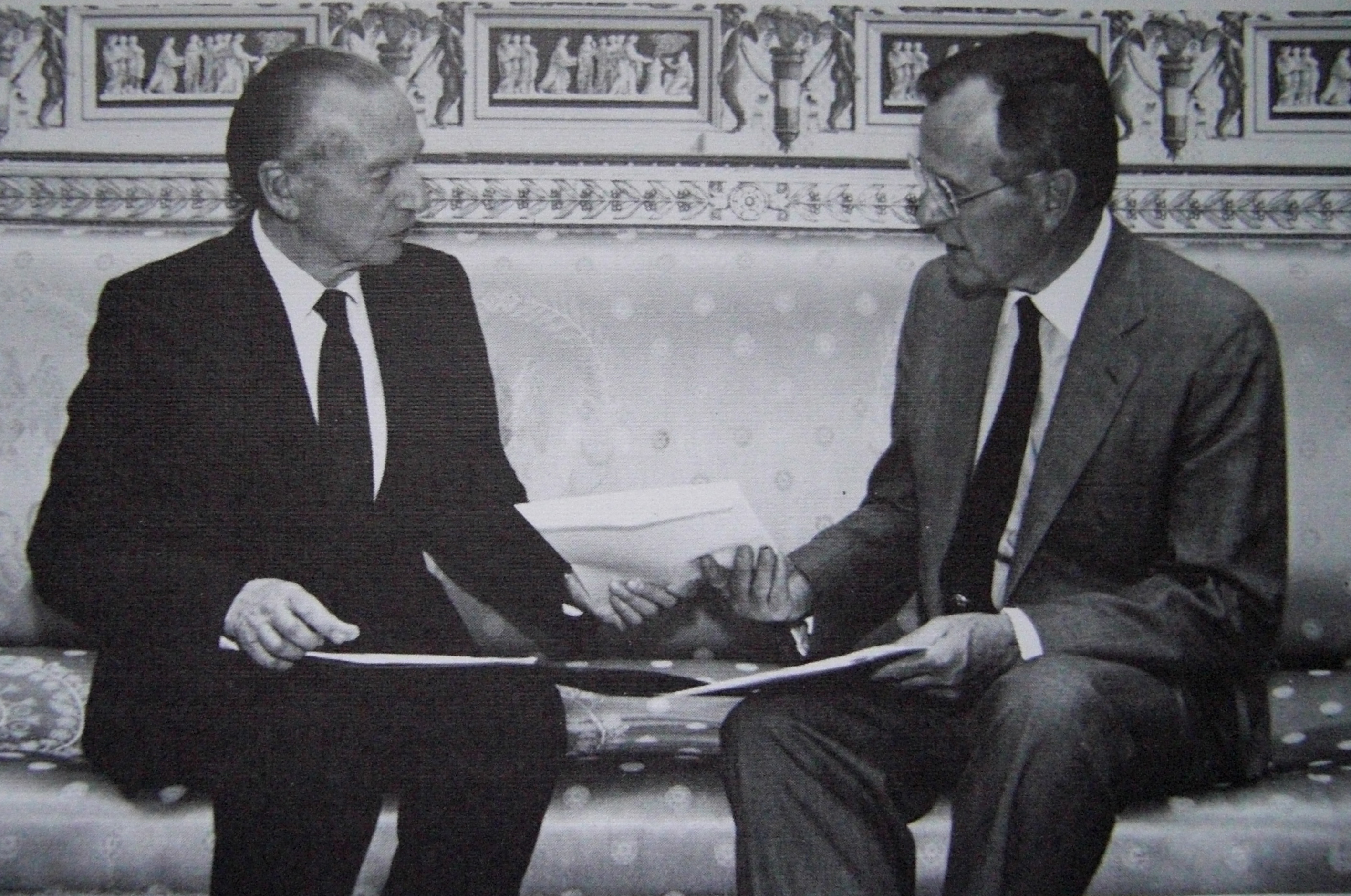
Antes de tomar posesión del cargo, las credenciales de un embajador deben ser aceptadas, como cuando el embajador sudafricano Harry Schwarz entregó sus credenciales al presidente estadounidense George H. W. Bush en 1991.

El surgimiento del sistema diplomático moderno fue producto del Renacimiento italiano (a partir de alrededor del año 1300). El uso de embajadores se convirtió en una estrategia política en Italia durante el siglo XV. Los cambios políticos en Italia alteraron el papel de los embajadores en los asuntos diplomáticos. Como muchos de los estados de Italia eran de pequeño tamaño, eran especialmente vulnerables a los estados más grandes. El sistema de embajadores se utilizó para dispersar la información y proteger a los estados más vulnerables.
Esta práctica se extendió a Europa durante las Guerras Italianas. El uso y la creación de embajadores durante el siglo XV en Italia ha tenido efectos a largo plazo en Europa y, a su vez, en la progresión diplomática y política del mundo. Europa sigue utilizando los mismos términos de los derechos de los embajadores que habían establecido en el siglo XVI, en lo que respecta a los derechos de los embajadores en los países de acogida, así como los procedimientos diplomáticos adecuados. Un embajador se utilizaba como representante del Estado del que procede para negociar y difundir información con el fin de mantener la paz y establecer relaciones con otros Estados. Este intento se empleó en el esfuerzo por mantener relaciones pacíficas con las naciones y establecer alianzas en tiempos difíciles.
En la actualidad, el uso de embajadores está muy extendido. Los Estados y los actores no estatales utilizan representantes diplomáticos para tratar cualquier problema que se produzca en el sistema internacional. En la actualidad, los embajadores suelen vivir en el extranjero o en el país al que se les asigna durante largos periodos de tiempo para que conozcan la cultura y la población local. De este modo son más eficaces políticamente y gozan de mayor confianza, lo que les permite alcanzar los objetivos que desea su país anfitrión.
Existen incontables casos de embajadores cuya misión apunta a interpelar e intercambiar experiencias en áreas de relaciones humanas empáticas, compatibles, que promulguen el crecimiento mutuo, y para ello impulsan la figura de Embajador Cultural. Tal es el caso de la artista argentina Mica Mujica.

## Embajador extraordinario y plenipotenciario

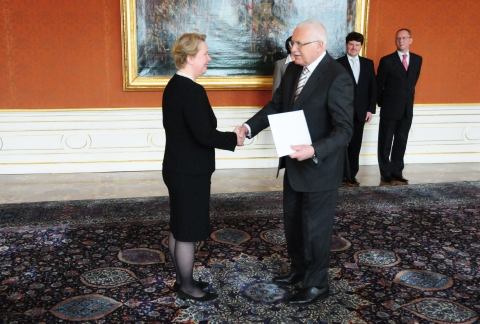
Maria-Pia Kothbauer, princesa de Liechtenstein y embajadora extraordinaria y plenipotenciaria en la República Checa, presentando sus credenciales a Václav Klaus.

El Congreso de Viena de 1815 formalizó el sistema de rango diplomático en el marco del derecho internacional, distinguiendo entre tres categorías jerárquicas descendentes de representantes diplomáticos: los embajadores de pleno derecho (incluidos los legados o nuntii), acreditados ante los jefes de Estado; los enviados o ministros, que también estaban acreditados ante los jefes de Estado; y, por último, los encargados de negocios, acreditados ante el ministro de Asuntos Exteriores.
La Convención de Viena sobre Relaciones Diplomáticas de 1961 formalizó el sistema y es el conjunto de la legislación internacional vigente en la actualidad. Según ella, los embajadores son diplomáticos del más alto rango, que representan formalmente a su jefe de Estado, con poderes plenipotenciarios (es decir, plena autoridad para representar al gobierno). En el uso moderno, la mayoría de los embajadores destinados en el extranjero como jefe de misión llevan el título completo de Embajador Extraordinario y Plenipotenciario. La distinción entre embajadores extraordinarios y ordinarios era común cuando no todos los embajadores residían en el país al que se les asigna, a menudo sirviendo sólo para un propósito o misión específica.
Al ser considerado históricamente el embajador extraordinario y plenipotenciario como el representante personal del soberano, ha persistido la costumbre de enviar embajadores al jefe de Estado y no al gobierno. Por ejemplo, los embajadores del Reino Unido están acreditados ante la Corte de Santiago real o desde ella. Los embajadores tienen el más alto rango diplomático y tienen precedencia sobre los chargés d'affaires, que son acreditados por el ministro de Asuntos Exteriores. Los embajadores también tenían más rango que los envoys hasta la década de 1960, cuando las últimas legaciones pasaron a ser embajadas.
Como los miembros de la Mancomunidad de Naciones tienen o tenían un jefe de Estado común, no intercambian embajadores, sino que tienen Altos Comisionados, que representan al gobierno, en lugar del jefe de Estado. El diplomático que representa a la Santa Sede se denomina nuncio. En el uso diplomático, tanto el alto comisionado como el nuncio se consideran equivalentes en rango y función a un embajador. Los coordinadores residentes del sistema de las Naciones Unidas están acreditados ante el Jefe de Estado y tienen el mismo rango que un embajador.
Los embajadores llevan unas cartas de credibilidad formal de su jefe de Estado, dirigida al jefe de Estado del país anfitrión. Dado que muchos países de la Commonwealth tienen el mismo jefe de Estado, la acreditación de un Alto Comisionado adopta la forma de una simple y a menudo informal carta de presentación de un jefe de gobierno (primer ministro) al de otro. La diferencia en la acreditación también se refleja en los títulos formales de los enviados a estados extranjeros y de la Commonwealth: por ejemplo, los Altos Comisionados británicos se titulan formalmente "Alto Comisionado del Gobierno de Su Majestad en el Reino Unido", mientras que los embajadores británicos en países extranjeros se conocen como "Embajador de Su  Majestad Británica". Embajador".

## Mujeres

### Historia

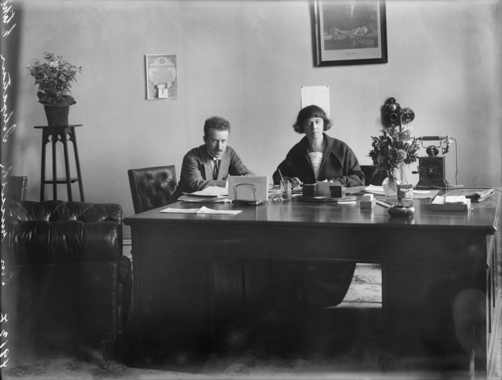
La soviética Alexandra Kollontai en su mesa de trabajo con Marcel Body, en la Legación de la URSS en Oslo (1923).

La presencia de las mujeres en la diplomacia es antigua pero por mucho tiempo no fue oficial (aristócratas, salonnières, esposas de embajadores, por ejemplo Pauline von Metternich bajo el Segundo Imperio, que intenta reforzar las relaciones franco-austríacas). Otras, a través de su compromiso pacifista y feminista, también intentan influir en las relaciones internacionales (Bertha von Suttner, Premio Nobel de la Paz 1905).
Las carreras diplomáticas se abrieron gradualmente a las mujeres después de la Primera Guerra Mundial, una innovación que, sin embargo, se vio frenada por una resistencia masculina que consideraba que estas profesiones estaban dentro de su dominio. En 1918, Austria permitió que las mujeres se unieran a la Konsularakademie y, en 2018, Francia se hiciera con el concurso del Quai d'Orsay. En este segundo caso, las laureadas (la primera de las cuales fue Suzanne Borel en 1930, quien se convirtió en agregada de embajada y luego en secretaria de embajada de segunda clase en 1933) aún no tenían acceso a las mismas carreras que los hombres; en 1944, luego de obtener el derecho al voto, se les permitió todas las carreras, pero un techo de cristal subsiste. Gracias al papel que jugaron la orientalista Freya Stark y la funcionaria Mary McGeachy durante la Segunda Guerra Mundial, el Foreign Office británico abrió sus carreras a las mujeres en 1946 pero no eliminó la prohibición de casarse entre las mujeres diplomáticas hasta 1972. Irlanda, también lo es tras la conflicto que las mujeres puedan integrar la diplomacia, en 1962 en España y en 1963 en Italia. La Unión Europea en el cambio de siglo integró una dimensión de género en sus políticas y, en 2009, Catherine Ashtonaccede a la jefatura de la diplomacia europea. Sin embargo, las embajadoras siguen siendo una minoría (11% en el Reino Unido en la década de 1990, 14% en Francia en la actualidad). Por su parte, Suecia tiene la tasa más alta de embajadoras del mundo (48% en 2020) y el 52% de las directoras de su Ministerio de Asuntos Exteriores, cifras que se relacionan con la "diplomacia feminista" puesta en marcha por la ministra. Margot Wallström de 2014.
Los jóvenes regímenes socialistas y republicanos fueron pioneros en el nombramiento de mujeres diplomáticas: en 1918, la sufragista húngara Rosika Schwimmer fue nombrada “enviada extraordinaria y ministra encargada de la misión” en Suiza. En 1922, la URSS envió a Alexandra Kollontai como agregada a la misión comercial en Oslo, de la que rápidamente se hizo responsable. En 1924 fue nombrada "Encargada de Negocios" e, inmediatamente después, "Ministra Plenipotenciaria", primero en la propia Noruega, luego en México y finalmente en Suecia. En 1943, cuando la legación soviética en Estocolmo fue elevada al rango de embajada, finalmente también fue ascendida oficialmente a "embajador". Entre los pioneros también podemos citar a la armenia de la diáspora Diana Abgar en 1918 (pero sólo con el papel de "cónsul honorario"), la republicana española Isabel Oyarzábal Smith en 1931, la estadounidense Ruth Bryan Owen en 1933, la mexicana Palma Guillén y Sánchez en 1935, el danés Bodil Begtrup en 1949, la irlandesa Josephine McNeill en 1950, la canadiense Margaret Meagher en 1958, la húngara Anna Bebrits en 1974, o incluso la francesa Marcelle Campana en 1972,.